# Nykøbing Falsters kommun
Nykøbing Falsters kommun var en kommun i Storstrøms amt i Danmark. Kommunen hade 25 559 invånare (2004) och en yta på 134,8 km². Nykøbing Falster var centralort.
Sedan 1 januari 2007 ingår kommunen i Guldborgsunds kommun.